# Čelisťovka

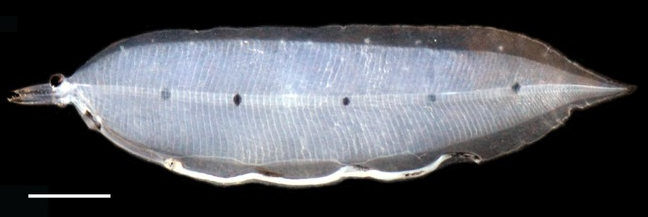
Leptocefalová larva čelisťovky

Čelisťovka (Monognathus) se jako jediný rod řadí do čeledi čelisťovkovitých (Monognathidae), což je skupina bizarních hlubokomořských ryb z řádu holobřiší vyznačujících se absencí horních čelistí (maxil; některé další kosti stropu rozměrné ústní dutiny jsou však zachovány) a dalších kostí (např. skeletu skřelí) a přítomností jednoho či dvou dutých jedových zubů na čichové kosti čnících shora do tlamy. Tyto zuby jsou spojeny s párovou jedovou žlázou. Jinak jsou zuby přítomny jen na dolní čelisti.

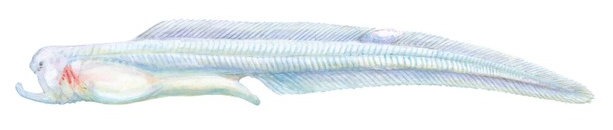
Čelisťovka Jespersenova (Monognathus jesperseni) na ilustraci

Čelisťovky mají malé redukované oči a nahoře před nimi dva páry nevýrazných nozder. Jejich tělo je podlouhlé, kromě válcovité hlavy zploštělé ze stran. Dosahuje nejčastěji jen několika cm délky, maximálně asi 15 cm. U některých druhů čelisťovek chybějí prsní ploutve, ale u jiných mohou být relativně dlouhé (o délce odpovídající až 10 % celkové délky těla). Břišní ploutve u nich jakožto u zástupců holobřichých nejsou vyvinuty nikdy. Nepárové ploutve splývají v ploutevní lem. Ocas může být zakončený vláknitým nebo zploštělým přívěskem. Břicho a v něm uložený rozměrný žaludek často přečnívají ve formě jakési kapsy ven z těla dolů a vzad pod ocas ryby. Střevo a řitní otvor mohou být uloženy asymetricky – na pravé straně těla. Většina druhů je bledá s prosvítavou kůží, výjimečně (Monognathus isaacsi) jsou čelisťovky tmavě hnědé. Jejich kostra je jen velmi slabě osifikovaná nebo chrupavčitá.
Leptocefalová larva čelisťovek má vysoké tělo a dlouhé čelisti. V tomto stádiu jsou vyvinuty i horní čelisti, které mizí teprve během metamorfózy. Čelisťovky mají silně modifikovaný (reorganizovaný a částečně duplikovaný) mitochondriální genom. V rámci rodu čelisťovka bylo popsáno asi 15 druhů. Vyskytují se pelagicky v tropických a subtropických oceánských vodách, nejčastěji v hloubkách asi 1–2 km.